# Contabilidad electrónica
La contabilidad electrónica se refiere a llevar los libros , documentos y registros contables a través de medios electrónicos; al igual que su preparación, envío y supervisión por parte de las autoridades competentes. Hoy en día, las empresas buscan candidatos a la dirección de sistemas (CIO, por sus siglas en inglés) que tengan conocimientos en contabilidad y finanzas.
En el caso de México, se ha adoptado ese término para referirse a la obligación que tienen los contribuyentes de enviar mensualmente por medios electrónicos parte de su información financiera al Servicio de Administración Tributaria (SAT), la autoridad fiscal. A partir del ejercicio 2016, esta obligación abarca a todas las personas morales y personas físicas que por ley están obligadas a llevar contabilidad, con mínimas excepciones.

## Antecedentes
Desde hace mucho tiempo el pago de impuestos ha experimentado una evolución enmarcada en el concepto de gobierno-electrónico, definiendo éste como la utilización que hace la administración pública "de las tecnologías de la información para intercambiar información con los ciudadanos, industrias y otras ramas del gobierno". Su meta: "mejorar la eficiencia interna y promover la pronta entrega de servicios públicos".
En México, la dependencia encargada de la recaudación, el Servicio de Administración Tributaria (SAT), ha digitalizado y puesto en línea muchos de los trámites que deben realizar los contribuyentes para el cumplimiento de sus obligaciones: la emisión de comprobantes fiscales digitales por Internet (CFDI), también conocidas como facturas electrónicas, y la contabilidad electrónica, son ejemplo de ello.
El uso de tecnologías ha redundado también en el combate a la evasión y en consecuencia, a contribuir en la recaudación: en 2015, el SAT alcanzó la cifra récord por este concepto de 2 billones 369,000 millones de pesos.

## Definición
La contabilidad electrónica se refiere a la posibilidad de llevar los libros, documentos y registros contables a través de medios electrónicos, considerando también la preparación, envío y supervisión que llevan a cabo las autoridades competentes. Este método no solo ha pretendido dar respuesta a las empresas, interesadas en la automatización de sus procesos contables, sino que paulatinamente se ha convertido en una obligación tributaria para los causantes.

## Caso de México
Debe diferenciarse el concepto de contabilidad electrónica´(CE) del concepto de envío de la contabilidad electrónica (ECE). En el primer caso, la contabilidad se lleva electrónicamente pero se mantiene en las instalaciones o sistemas de la organización que la genera. En el segundo caso, la contabilidad envía a través de formatos específicos determinados por el SAT.
En el caso específico de México, los contribuyentes deben enviar su información contable de manera mensual a través de la página en Internet de la autoridad fiscal (el SAT), misma que consiste en:
- La balanza de comprobación
- El catálogo de cuentas y su código agrupador (este último tiene el propósito de que la autoridad pueda interpretar adecuadamente la información remitida)

Sin embargo, si la autoridad lo requiere, ya sea porque ejerce sus facultades de comprobación directamente, o porque el contribuyente solicita una devolución o realiza una compensación, información adicional proveniente de pólizas contables y auxiliares debe ser generada y presentada también de forma electrónica.
Caso de Bolivia
En Bolivia el Régimen Tributario exige información confiable para determinar y controlar el correcto pago de impuestos, es así que el sistema de facturación electrónica en Bolivia se llama Sistema de Facturación Virtual o SFV autorizado por la Administración Tributaria, el SIN ha establecido 3 modalidades de facturación computarizadas: oficina virtual, electrónica web y electrónica  por ciclos, estas modalidades de facturación en línea tienen disponible un software otorgado por el SIN, los contribuyentes tienen la opción de contratar proveedores de software si es que la necesitaran, en algunos casos los contribuyentes deben obtener su firma digital.

### Período de presentación
En México, la contabilidad electrónica se presenta mensualmente a través de la página en Internet de la autoridad tributaria (el SAT). Por lo general, la información no se envía inmediatamente en cuanto termina el período que se reporta, sino que se deja pasar un mes completo y entonces se entera los primeros días hábiles del mes que le sigue (3 en el caso de las personas morales, y 5 las físicas). Por ejemplo, si una sociedad anónima presenta su contabilidad electrónica del mes de enero de 2016, deberá enviarla a más tardar el día 3 de marzo del mismo año.
La balanza de comprobación se presenta mes con mes, pero el catálogo de cuentas (y su código agrupador) se envía solamente la primera vez, en tanto no se alteren las cuentas de mayor o subcuentas que lo conforman, en cuyo caso, deberá enviarse actualizado, en la fecha que deba presentarse la balanza de comprobación.

### Contribuyentes obligados

#### Personas morales
En México, a partir de 2016 todas las personas morales estarán obligadas a presentar su información de manera electrónica, con excepción de aquellas que de acuerdo a la ley, no están obligadas a llevar contabilidad, como asociaciones de trabajadores, aquellas autorizados para recibir donativos deducibles (cuyos ingresos no superen los dos millones de pesos), y las religiosas (Artículo 86, Ley del Impuesto Sobre la Renta).
Algunas empresas han promovido amparos al envío de la contabilidad electrónica, esto debido a que su información puede estar expuesta a que terceros la accedan y la información pueda ser usada por competidores.

#### Personas físicas
En el caso de las personas físicas en México, a partir de 2016, aquellas que se dediquen a actividades empresariales, profesionales o al arrendamiento de bienes inmuebles, están obligadas a enviar su información de manera electrónica y se exceptúan aquellas a quienes la ley no obliga a llevar contabilidad u otorga algunas facilidades: de las antes mencionadas, si perciben ingresos anuales acumulados de hasta 2 millones de pesos, o las asalariadas  (Artículo 110 y 118, Ley del Impuesto Sobre la Renta), siempre y cuando hayan optado por usar el sistema "Mis Cuentas" y hayan enviado el aviso correspondiente antes del 30 de abril de 2016.
Algunas otras fuentes de ingreso que se consideran exentas son: el Régimen de Incorporación Fiscal (RIF), la enajenación o adquisición de bienes, intereses, premios y dividendos, y en general, las que se consideran esporádicas.

### Firma electrónica
La preocupación por la legalidad en el envío de documentos e información por estos medios se suma a las principales preocupaciones que manifiestan las organizaciones en torno a las tecnologías de la información en la actualidad: la seguridad y la privacidad. Para asegurar la validez legal en la transferencia de información y documentos a un tercero, "deben ser enviados con una firma electrónica".
Como elemento toral en el uso de la gama de servicios fiscales que la autoridad fiscal en México (SAT) pone a disposición del contribuyente, éste debe obtener la FIEL (firma electrónica avanzada). Se trata de "la implementación de una firma digital basada en el estándar PKI". No obstante, este método no se considera totalmente seguro, pues al autenticarse, las llaves privadas y contraseñas tienen que viajar por Internet.
Según el Fundamento Legal de las Firmas Electrónicas de México, en su Ley de Firma Electrónica Avanzada  (LFEA), los documentos electrónicos y los mensajes de datos que cuenten con firma electrónica avanzada, producirán los mismos efectos que los presentados con firma autógrafa, y en consecuencia, tendrán el mismo valor probatorio que las disposiciones aplicables les otorgan a éstos.
Recientemente en México, la Ley de Firma Electrónica Avanzada creó la e.firma, misma que tiene validez de firma autógrafa y sustituye a la anterior FIEL. De acuerdo al SAT esta firma electrónica consiste en un archivo digital que garantiza la identidad del contribuyente al realizar trámites por Internet ante la autoridad fiscal e incluso en otras dependencias del Gobierno.